# Nikon D40
Pour les articles homonymes, voir D40.
Aucun D40x
D3000
Le Nikon D40 est un appareil photographique reflex numérique fabriqué par Nikon, le premier de sa gamme grand public.

## Caractéristiques
Le D40 ne possède pas de moteur intégré pour l'autofocus. Pour utiliser l'autofocus, seuls les objectifs à motorisation autonome fonctionnent. Ce sont les objectifs AF-S et AF-I chez Nikon, HSM chez Sigma, ou encore BIM chez Tamron par exemple.

### Boîtier
- capteur CCD 6 Mpix format DX
- mémoire interne/externe : non / SD
- sensibilité (plage ISO) : 200-3200 ISO
- pas de mode vidéo
- alimentation : batterie lithium-ion
- dimensions : 12,4 x 9,4 x 6,4 cm

### Objectif de kit
- Zoom 3x (27 - 82,5 mm, f/3,5-5,6)
- pas de stabilisation optique